# Museo Ferrari
Museo Ferrari är ett italienskt bilmuseum beläget i Maranello, Emilia-Romagna.
Museo Ferrari är biltillverkaren Ferraris officiella museum.

## Utställningsföremål (urval)

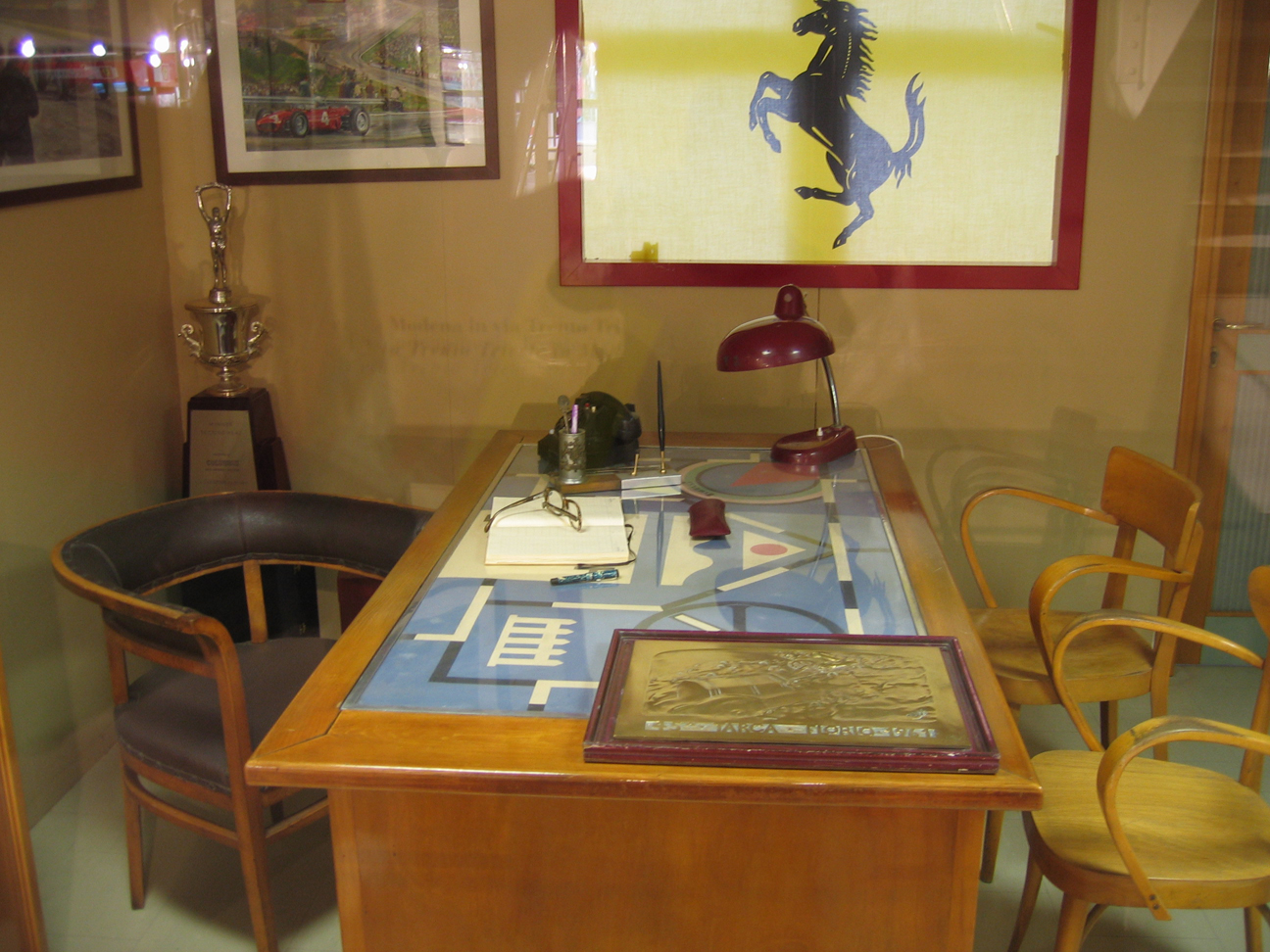
Enzo Ferraris kontor.
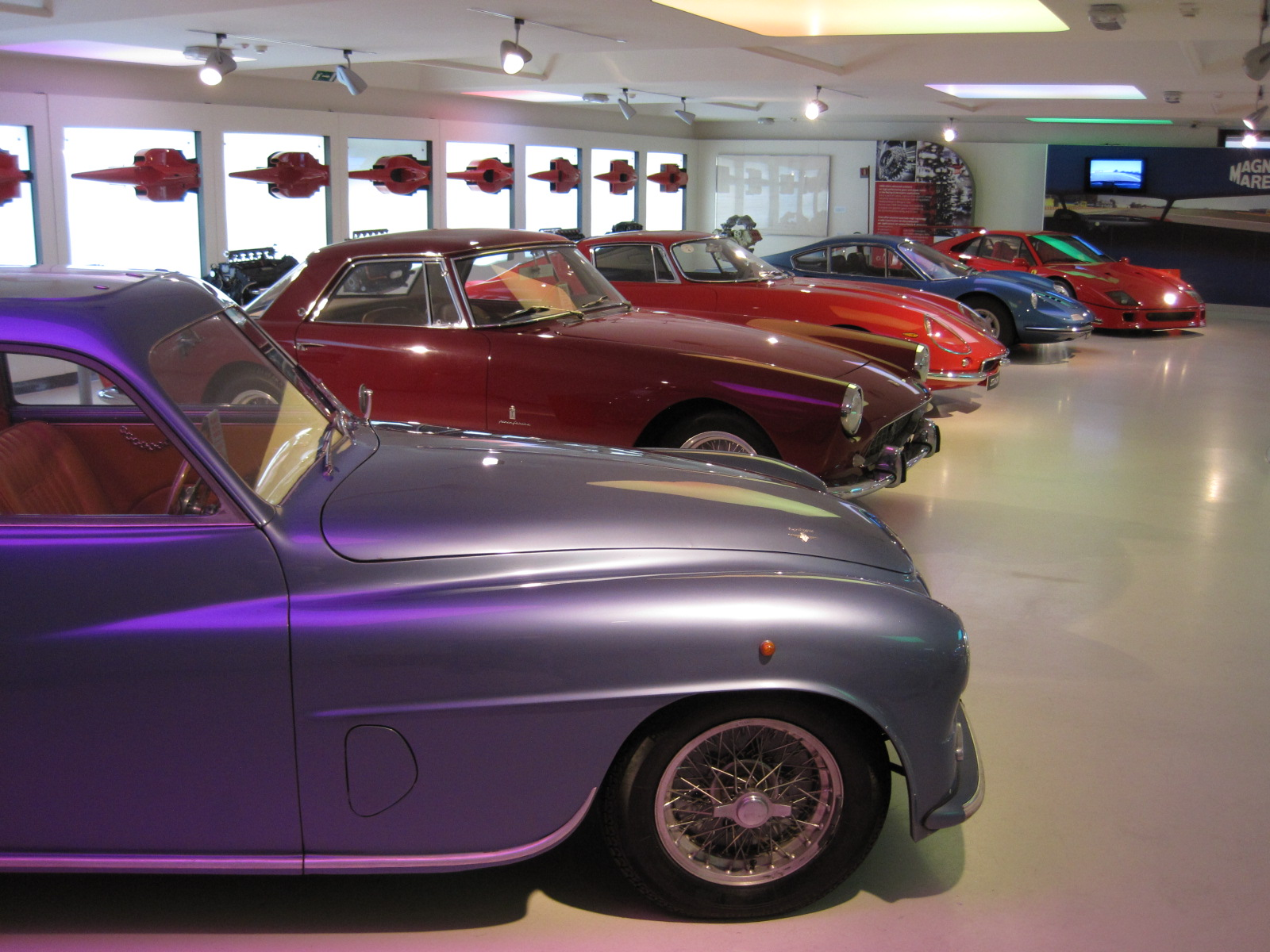
Galleria Ferrari
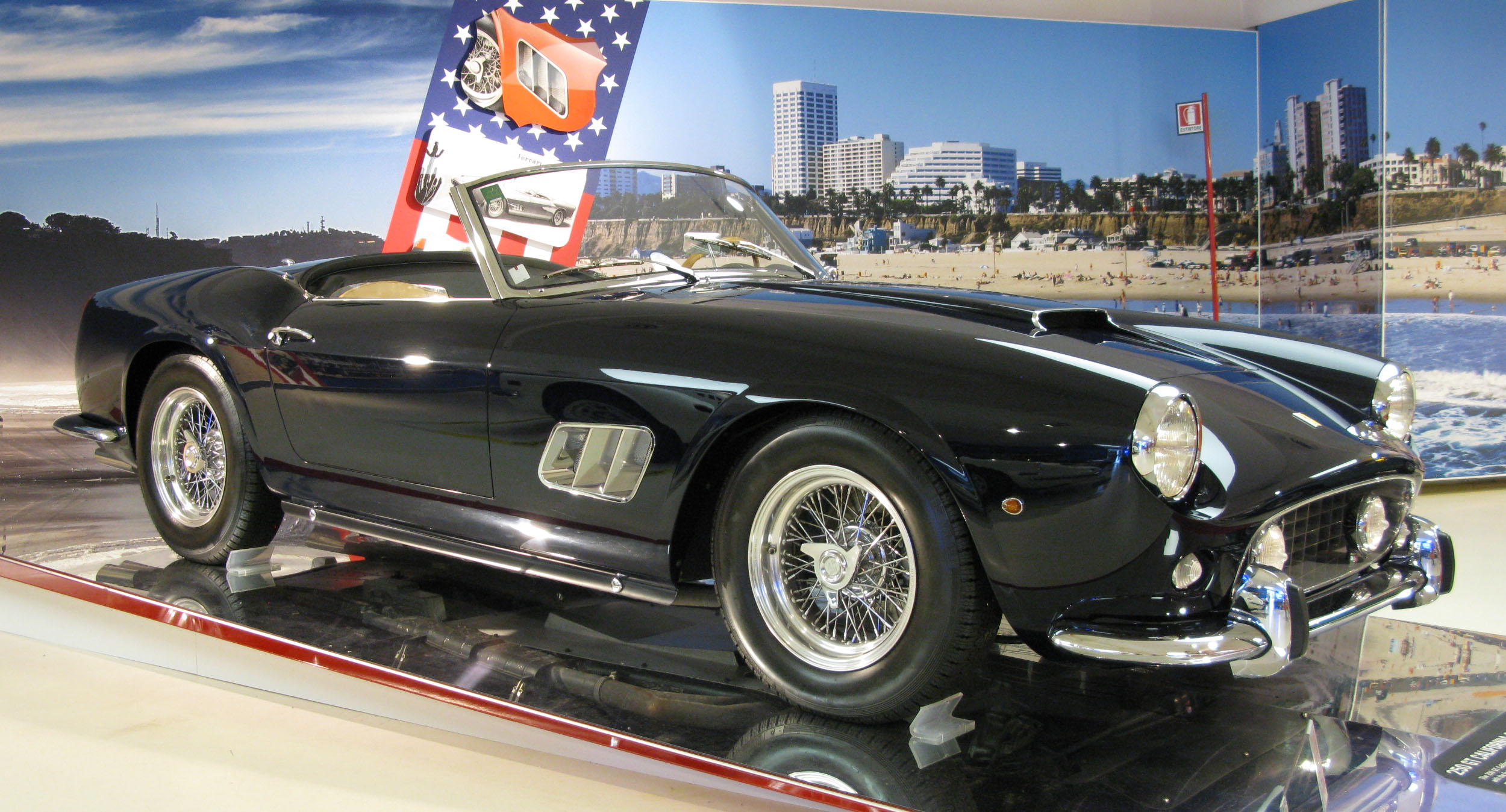
Ferrari 250 GT California Spyder
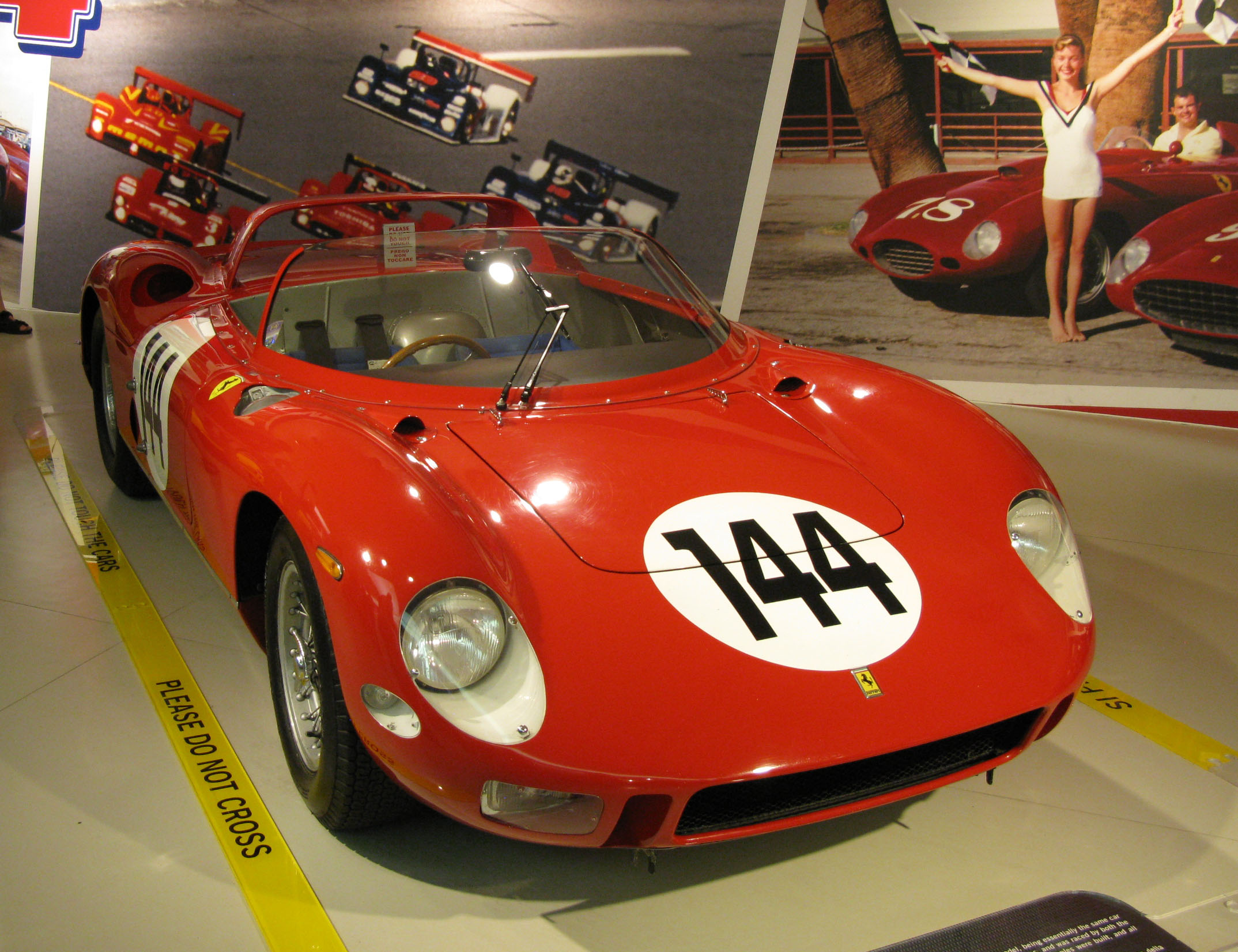
Ferrari 330P
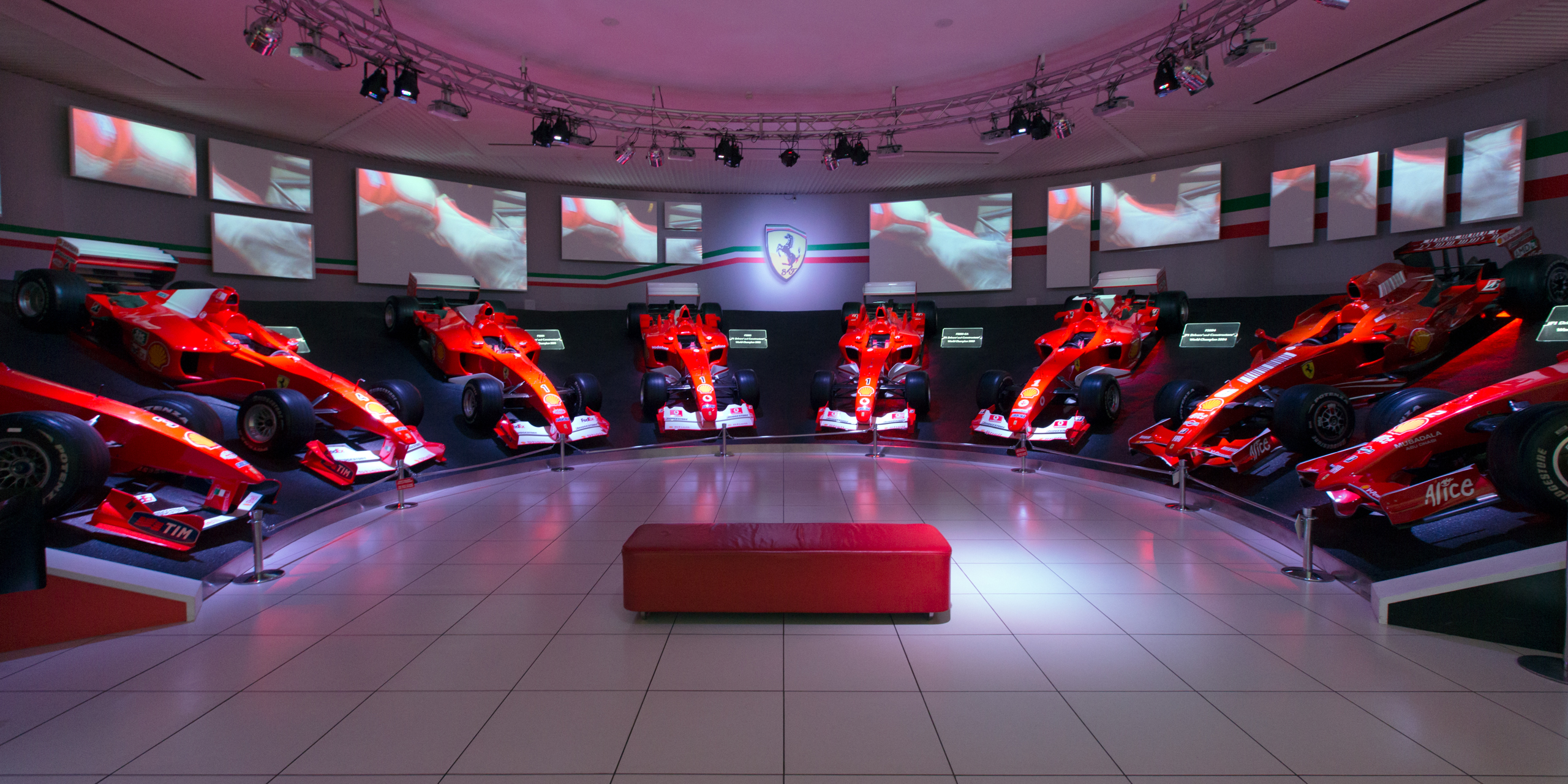
Scuderia Ferrari F1-bilar